# Liste des conseillers régionaux de Seine-et-Marne
Pour un article plus général, voir Conseil régional d'Île-de-France.

## Contexte
La Seine-et-Marne élit 24 des 209 conseillers régionaux qui composent l'assemblée du conseil régional d'Ile-de-France.

## Mandature

### 2021-2028
La Seine-et-Marne compte 22 conseillers régionaux sur les 209 élus qui composent l'assemblée du conseil régional d'Île-de-France issus des élections des 20 et 27 juin 2021.
| Identité | Identité                  | Parti        | Groupe | Autres mandat ou fonction                                                                            |
| -------- | ------------------------- | ------------ | ------ | --- |
|          | Valérie Lacroute          | LR           |        | Maire de Nemours Présidente de la communauté de communes Pays de Nemours                             |
|          | Gilles Battail            | LR           |        | Maire de Dammarie-les-Lys                                                                            |
|          | Hamida Rezeg              | LR           |        | |
|          | Éric Jeunemaître          | LR           |        | Premier adjoint au maire de Provins                                                                  |
|          | Anne Chain-Larché         | LR           |        | Sénatrice de Seine-et-Marne                                                                          |
|          | James Chéron              | UDI          |        | Maire de Montereau-Fault-Yonne                                                                       |
|          | Angela Pascoa Dos Santos  | MoDem        |        | Adjointe au maire de Chelles                                                                         |
|          | Frédéric Valletoux        | Agir         |        | Maire de Fontainebleau                                                                               |
|          | Thi Hong Chau Van         | MoDem        |        | Adjointe au maire de Bussy-Saint-Georges                                                             |
|          | Jean-Louis Durand         | LR           |        | Maire de Marchémoret                                                                                 |
|          | Laure-Agnès Mollard-Cadix | UDI          |        | Adjointe au maire de Combs-la-Ville                                                                  |
|          | Benoit Chevron            | LR           |        | |
|          | Nathalie Tortrat          | MR           |        | Maire de Gouvernes                                                                                   |
|          | Stéphanie Le Meur         | PS           |        | Adjointe à la maire de Moissy-Cramayel                                                               |
|          | Philippe Juraver          | LFI          |        | |
|          | Raquel Garrido            | LFI puis DVG |        | Conseillère municipale de Bagnolet Ancienne Députée de la 5e circonscription de la Seine-Saint-Denis |
|          | Paul Miguel               | PS           |        | |
|          | Aymeric Durox             | RN           |        | Conseiller municipal de Nangis Conseiller communautaire de la Brie Nangissienne                      |
|          | Béatrice Roullaud         | RN           |        | Députée de la 6e circonscription de Seine-et-Marne                                                   |
|          | François Paradol          | RN           |        | |
|          | Martine Demonchy          | RN           |        | |
|          | Louis Vogel               | Agir         |        | Maire de Melun                                                                                       |

### 2015-2021
Liste de gauche :
- Gilbert Cuzou (PS)
- Sylvie Fuchs (FDG)
- François Kalfon (PS)
- Bénédicte Monville (EELV)
- Jean-Paul Planchou (PS)
- Roseline Sarkissian (PS)

Liste de droite :
- Marie-Pierre Badré (LR)
- Gilles Battail (LR)
- Anne Chain-Larché (LR)
- James Chéron (UDI)
- Benoît Chevron (LR)
- Eric Jeunemaître (LR)
- Laure-Agnès Mollard-Cadix (UDI)
- Sylvie Monchecourt (UDI)
- Julien Proffit (LR)
- Hamida Rezeg (LR)
- Claudine Thomas (LR)
- Frédéric Valletoux (LR)
- Thi Hong Chau Van (Centre)

Liste Front national :
- Joffrey Bollée
- Pierre Cherrier
- Aurélie Cournet
- Bertrand Dutheil de La Rochère
- Béatrice Troussard

### 2010-2015
Les élus sont issus des élections des 14 et 21 mars 2010.

#### 16 conseillers issus de la listeParti Socialisteetapparentés-Europe Écologie-Front de Gauche
- Jean-Marc Brûlé (Europe Écologie)
- Marie Richard (PS et app.)
- Jean-Paul Planchou (PS et app.)
- Geneviève Wortham (PS et app.)
- Jean-François Pellissier (FG)
- Liliane Pays (Europe Écologie)
- Eduardo Rihan Cypel (PS et app.)
- Brigitte Eude (PS et app.)
- François Kalfon (PS et app.)
- Fatna Lazreg (Europe Écologie)
- Philippe Sainsard (PS et app.)
- Julie Nouvion (Europe Écologie)
- Philippe Camo (FG)
- Josette Mollet-Lidy (PRG)
- Thibaud Guillemet (Europe Écologie)
- Roseline Sarkissian (PS et app.)

#### 8 conseillers issus de la listeUnion pour un mouvement populaire-Nouveau Centre
- Hamida Rezeg (UMP)
- Éric Jeunemaître (UMP)
- Chantal Brunel (UMP)
- Gilles Battail (UMP)
- Claudine Thomas (UMP-PR)
- Frédéric Valletoux (UMP)
- Marie-Pierre Badré (UMP)
- Gérard Ruffin (Nouveau Centre)

### 2004-2010

#### 15 conseillers issus de la liste PS/PC/PRG/Verts/MRC/DVG
- Jean-Marc Brûlé (Verts)
- Daniel Brunel (PC)
- Sylviane Chavany (PC)
- Danièle Chazarenc (PS)
- Jeanne Chedhomme (PS)
- Brigitte Eude (PS)
- Daniel Guérin (MRC)
- Hélène Lipietz (Verts)
- Pascal Marotte (Verts)
- Liliane Pays (Verts), nommée en octobre 2006, en remplacement de Roland Jedrzejezyk (PS)
- Jean-Paul Planchou (PS)
- Marie Richard (PS)
- Alain Romandel (DVG puis PG)
- Alain Traca (PS)
- Geneviève Wortham (PS)

#### 7 conseillers issus de la liste UMP/UDF/DVD
- Monique Hauer (UMP) depuis le 21 juin 2007 en remplacement de Yves Albarello, élu député
- Chantal Brunel (UMP)
- Nicole Chapel (UMP)
- Éric Jeunemaître(UMP)
- Josette Mollet-Lidy (UDF)
- Gérard Ruffin (UDF)
- Aude Luquet (UDF), en remplacement de Jean-François Robinet (UMP), élu maire

#### 3 conseillers issus de la liste FN
- Marie-Christine Arnautu (FN)
- Jean-François Jalkh (FN)
- Jean-François Touzé (FN)